# Junost Petra
Junost Petra (russisk: Юность Петра) er en sovjetisk spillefilm fra 1981 af Sergej Gerasimov.

## Medvirkende
- Dmitrij Zolotukhin — Pjotr
- Tamara Makarova — Natalja Narysjkina
- Aleksandr Beljavskij — Lev Narysjkin
- Natalja Bondartjuk — Sophia
- Nikolaj Jeremenko — Aleksandr Danilovitj Mensjikov